# Kanton Fauquembergues
Der Kanton Fauquembergues ist ein ehemaliger, bis 2015 bestehender französischer Kanton im Arrondissement Saint-Omer, im Département Pas-de-Calais und in der damaligen Region Nord-Pas-de-Calais; sein Hauptort war Fauquembergues. Vertreter im Generalrat des Départements war ab 2003 Alain Méquignon.
Der Kanton Fauquembergues war 186,49 km² groß und hatte im Jahr 1999 8.492 Einwohner. Er lag im Mittel 106 Meter über Normalnull, zwischen 43 Meter in Coyecques und 201 Meter in Thiembronne.

## Gemeinden
Der Kanton bestand aus 18 Gemeinden:
| Gemeinde                  | Einwohner Jahr | Fläche km² | Bevölkerungsdichte | Code INSEE | Postleitzahl |
| ------------------------- | -------------- | ---------- | ------------------ | ---------- | ------------ |
| Audincthun                | 638 (2013)     | –          | – Einw./km²        | 62053      | 62560        |
| Avroult                   | 586 (2013)     | –          | – Einw./km²        | 62067      | 62560        |
| Beaumetz-lès-Aire         | 241 (2013)     | –          | – Einw./km²        | 62095      | 62960        |
| Bomy                      | 611 (2013)     | –          | – Einw./km²        | 62153      | 62960        |
| Coyecques                 | 576 (2013)     | –          | – Einw./km²        | 62254      | 62560        |
| Dennebrœucq               | 374 (2013)     | –          | – Einw./km²        | 62267      | 62560        |
| Enguinegatte              | 465 (2013)     | –          | – Einw./km²        | 62294      | 62145        |
| Enquin-les-Mines          | 1.141 (2013)   | –          | – Einw./km²        | 62295      | 62145        |
| Erny-Saint-Julien         | 336 (2013)     | –          | – Einw./km²        | 62304      | 62960        |
| Fauquembergues            | 999 (2013)     | –          | – Einw./km²        | 62325      | 62560        |
| Febvin-Palfart            | 574 (2013)     | –          | – Einw./km²        | 62327      | 62960        |
| Fléchin                   | 500 (2013)     | –          | – Einw./km²        | 62336      | 62960        |
| Laires                    | 369 (2013)     | –          | – Einw./km²        | 62485      | 62960        |
| Merck-Saint-Liévin        | 635 (2013)     | –          | – Einw./km²        | 62569      | 62560        |
| Reclinghem                | 236 (2013)     | –          | – Einw./km²        | 62696      | 62560        |
| Renty                     | 635 (2013)     | –          | – Einw./km²        | 62704      | 62560        |
| Saint-Martin-d’Hardinghem | 288 (2013)     | –          | – Einw./km²        | 62760      | 62560        |
| Thiembronne               | 838 (2013)     | –          | – Einw./km²        | 62812      | 62560        |